# Comuna de Ostrowice
Ostrowice (polaco: Gmina Ostrowice) é uma gminy (comuna) na Polónia, na voivodia de Pomerânia Ocidental e no condado de Drawski.
De acordo com os censos de 2005, a comuna tem 2.520 habitantes, com uma densidade 16,8 hab/km².

## Área
Estende-se por uma área de 150,42 km².